# Skiehttšarasjavri
Skiehttšarasjavri är en sjö i Finland. Den ligger i kommunen Enare i landskapet Lappland, i den norra delen av landet, 1 100 km norr om huvudstaden Helsingfors. Skiehttšarasjavri ligger 223,7 meter över havet. Arean är 59,9 hektar och strandlinjen är 6,52 kilometer lång. Sjön  ingår i Neidenälvens huvudavrinningsområde.   Omgivningarna runt Skiehttšarasjavri är i huvudsak ett öppet busklandskap.